# Argenton-les-Vallées
Argenton-les-Vallées és un municipi francès situat al departament de Deux-Sèvres i a la regió de la Nova Aquitània. L'any 2007 tenia 1.590 habitants.

## Demografia

### Població
El 2007 la població de fet d'Argenton-les-Vallées era de 1.590 persones. Hi havia 630 famílies de les quals 215 eren unipersonals (60 homes vivint sols i 155 dones vivint soles), 207 parelles sense fills, 176 parelles amb fills i 32 famílies monoparentals amb fills.
La població ha evolucionat segons el següent gràfic:
Habitants censats

### Habitatges
El 2007 hi havia 798 habitatges, 644 eren l'habitatge principal de la família, 72 eren segones residències i 82 estaven desocupats. 737 eren cases i 59 eren apartaments. Dels 644 habitatges principals, 457 estaven ocupats pels seus propietaris, 178 estaven llogats i ocupats pels llogaters i 9 estaven cedits a títol gratuït; 5 tenien una cambra, 25 en tenien dues, 90 en tenien tres, 170 en tenien quatre i 355 en tenien cinc o més. 471 habitatges disposaven pel capbaix d'una plaça de pàrquing. A 343 habitatges hi havia un automòbil i a 227 n'hi havia dos o més.

### Piràmide de població
La piràmide de població per edats i sexe el 2009 era:
| Homes | Edats   | Dones |
| ----- | ------- | ----- |
| 4     | 95 o +  | 16    |
| 4     | 90 a 94 | 24    |
| 12    | 85 a 89 | 28    |
| 12    | 80 a 84 | 28    |
| 36    | 75 a 79 | 48    |
| 24    | 70 a 74 | 48    |
| 28    | 65 a 69 | 36    |
| 20    | 60 a 64 | 28    |
| 24    | 55 a 59 | 8     |
| 36    | 50 a 54 | 52    |
| 20    | 45 a 49 | 28    |
| 28    | 40 a 44 | 12    |
| 24    | 35 a 39 | 28    |
| 32    | 30 a 34 | 32    |
| 40    | 25 a 29 | 44    |
| 20    | 20 a 24 | 8     |
| 28    | 15 a 19 | 32    |
| 20    | 10 a 14 | 24    |
| 28    | 5 a 9   | 12    |
| 36    | 0 a 4   | 20    |

## Economia
El 2007 la població en edat de treballar era de 884 persones, 632 eren actives i 252 eren inactives. De les 632 persones actives 583 estaven ocupades (313 homes i 270 dones) i 49 estaven aturades (21 homes i 28 dones). De les 252 persones inactives 108 estaven jubilades, 63 estaven estudiant i 81 estaven classificades com a «altres inactius».

### Ingressos
El 2009 a Argenton-les-Vallées hi havia 653 unitats fiscals que integraven 1.505 persones, la mediana anual d'ingressos fiscals per persona era de 14.809 €.

### Activitats econòmiques
Dels 105 establiments que hi havia el 2007, 3 eren d'empreses alimentàries, 3 d'empreses de fabricació d'altres productes industrials, 18 d'empreses de construcció, 18 d'empreses de comerç i reparació d'automòbils, 3 d'empreses de transport, 5 d'empreses d'hostatgeria i restauració, 9 d'empreses financeres, 6 d'empreses immobiliàries, 19 d'empreses de serveis, 17 d'entitats de l'administració pública i 4 d'empreses classificades com a «altres activitats de serveis».
Dels 38 establiments de servei als particulars que hi havia el 2009, 1 era una oficina d'administració d'Hisenda pública, 1 gendarmeria, 1 oficina de correu, 3 oficines bancàries, 3 tallers de reparació d'automòbils i de material agrícola, 2 autoescoles, 4 paletes, 1 guixaire pintor, 5 fusteries, 2 lampisteries, 2 electricistes, 2 perruqueries, 9 veterinaris i 2 restaurants.
Dels 6 establiments comercials que hi havia el 2009, 1 era un supermercat, 1 una botiga de menys de 120 m², 2 fleques, 1 una botiga de mobles i 1 una floristeria.
L'any 2000 a Argenton-les-Vallées hi havia 41 explotacions agrícoles que ocupaven un total de 2.286 hectàrees.

## Equipaments sanitaris i escolars
El 2009 hi havia 2 farmàcies i 2 ambulàncies.
El 2009 hi havia 3 escoles elementals. Argenton-les-Vallées disposava de 2 col·legis d'educació secundària amb 348 alumnes.

## Poblacions més properes
El següent diagrama mostra les poblacions més properes.